# ویلیام فن
ویلیام فن (انگلیسی: William Fenn; ۱۴ سپتامبر ۱۹۰۴ – ۲۲ دسامبر ۱۹۸۰) دوچرخه‌سوار اهل ایالات متحده آمریکا بود. وی در بازی‌های المپیک تابستانی ۱۹۲۴ شرکت کرده است.